# Посольство України в Данії
Посольство України у Данії — дипломатична місія України у Королівство Данії, знаходиться в Копенгагені.

## Завдання посольства
Основне завдання Посольства України в Копенгагені представляти інтереси України, сприяти розвиткові політичних, економічних, культурних, наукових та інших зв'язків, а також захищати права та інтереси громадян і юридичних осіб України, які перебувають на території Данії.
Посольство сприяє розвиткові добросусідських відносин між Україною і Королівством Данія на всіх рівнях, з метою забезпечення гармонійного розвитку взаємних відносин, а також співробітництва з питань, що становлять взаємний інтерес. Посольство виконує також консульські функції.

## Історія дипломатичних відносин
Історія дипломатичних відносин між нашими державами бере свій початок з часів Київської Русі. Династичні зв'язки з Данією мали князі Володимир Мономах і Мстислав, донька якого Інґеборґ Мстиславна назвала сина — майбутнього короля Вальдемара на честь свого діда.
У 1919–1922 році діяла дипломатична місія УНР в Данії на чолі з Дмитром Левицьким. У 1922 році Почесним консулом Української Народної Республіки в Данії був В. Крістенсен. 18 лютого 2009 року на будинку, в якому функціонувала місія УНР, було урочисто відкрито меморіальну дошку.
Після проголошення незалежності Україною 24 серпня 1991 року Данія визнала Україну 31 грудня 1991 року. 12 лютого 1992 року між Україною та Данією було встановлено дипломатичні відносини.
З 1993 по 2004 рр. — українське дипломатичне представництво в Копенгагені забезпечувалося послами за сумісництвом.
7 квітня 2005 року перший Посол України з резиденцією в Копенгагені, вручив вірчі грамоти Королеві Маргрете ІІ.

## Керівники дипломатичної місії

Група співробітників посольства УНР в Копенгагені (Данія).

1. Левицький Дмитро Павлович (1919—1921)
2. Масик Костянтин Іванович (1992—1995)
3. Рибак Олексій Миколайович (1995—1997) т.п.
4. Яковенко Василь Адамович (1997) т.п.
5. Подолєв Ігор Валентинович (1997—1999)
6. Сліпченко Олександр Сергійович (1999—2002)
7. Зарудна Наталія Миколаївна (2004—2008)
8. Полуніна Олена Борисівна (2008—2009), (2010) т.п.[2]
9. Рябікін Павло Борисович (2009—2010)
10. Скуратовський Михайло Васильович (2010—2014[3])
11. Бірюченко Андрій Олександрович (2014—2015) т.п.
12. Владимиров Артем Олександрович (2015—2018) т.п.
13. Видойник Михайло Михайлович (2018—2023)[4]
14. Яневський Андрій Сергійович (2023—)[5]

## Події
25.08.2014 року «невідомі» вандали, вибили шибки в посольстві, за два тижні до цього написали «Крим — наш» на фасаді будівлі українського дипломатичного представництва.